# Klausdorf
Klausdorf es un municipio situado en el distrito de Pomerania Occidental-Rügen, en el estado federado de Mecklemburgo-Pomerania Occidental (Alemania). Tiene una población estimada, a fines de 2020, de 692 habitantes.
Está ubicado al norte del distrito, junto a la costa del mar Báltico y enfrente de la isla de Rügen.
Es un centro turístico reconocido por el Estado (en alemán, erholungsort) desde el 5 de febrero de 2018.